# Psephellus maleevii
Psephellus maleevii là một loài thực vật có hoa trong họ Cúc. Loài này được Sosn. miêu tả khoa học đầu tiên năm 1948.